# Żory
Żory là một thị trấn nằm ở tỉnh Silesian, miền nam Ba Lan. Từ năm 1975-1998, thị trấn thuộc quyền quản lý của tỉnh Katowice, kể từ năm 1999 đến nay, nó nằm trong địa phận của tỉnh Silesian. Thị trấn cách Katowice khoảng 30 km về phía tây nam. Tổng diện tích của thị trấn là 64,64 km². Tính đến năm 2018, dân số của thị trấn là 58.640 người với mật độ 910 người/km².

## Lịch sử

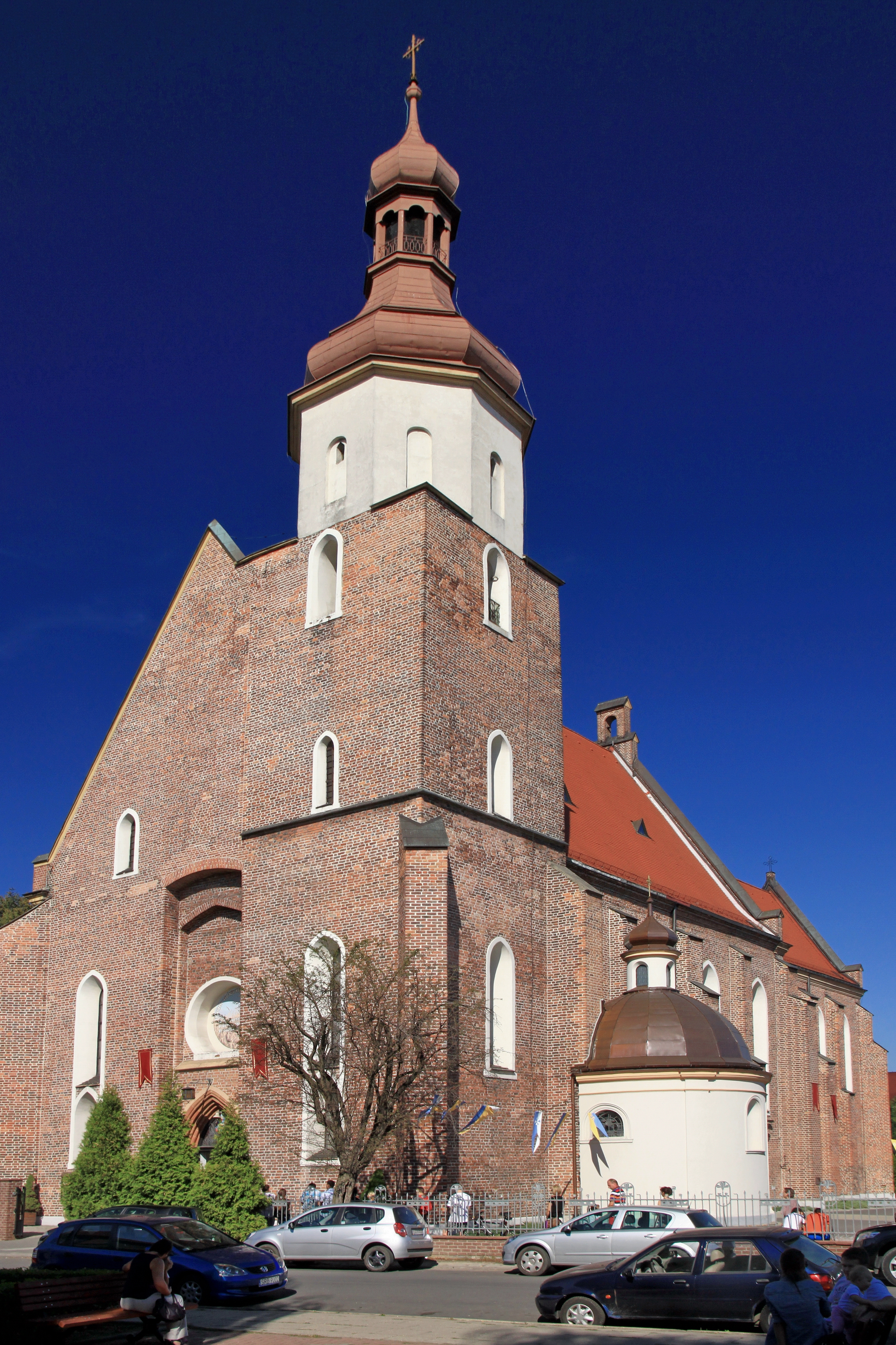
Nhà thờ giáo xứ Saints Philip và Jacob.

Żory là một trong những thị trấn lâu đời nhất ở tỉnh Silesian, được thành lập vào ngày 24 tháng 2 năm 1272 bởi Công tước Władysław xứ Opole. Cho đến năm 1532, thị trấn bị sáp nhập vào vùng đất của Vương quốc Bohemian. Vào năm 1742, thị trấn lại bị Vương quốc Phổ xâm chiếm.
Vào thế kỷ 18, thị trấn là trung tâm sản xuất đồ may mặc, sau này là ngành công nghiệp gia công và kim loại. Sau một cuộc trưng cầu ý dân ở Silesian Thượng, Żory thuộc quyền quản lý của tỉnh Silesian của Cộng hòa Ba Lan thứ hai. Năm 1939, Żory bị Đức Quốc xã chiếm đóng trong cuộc xâm lược Ba Lan. Sau đó, vào năm 1945, nó bị tái chiếm bởi Hồng quân Liên Xô trong cuộc tấn công Vistula-Oder.

## Quận
Thị trấn được chia thành 15 quận.
- Śródmieście
- Pawlikowskiego
- Zachód
- Kleszczówka
- Powstańców Śląskich
- 700 lecia
- Korfantego
- Księcia Władysława
- Sikorskiego
- Rój
- Rogoźna
- Baranowice
- Osiny
- Rowień-Folwarki
- Kleszczów

## Giáo dục
- Górnośląska Wyższa Szkoła Handlowa im. Wojciecha Korfantego ở Katowice - Chi nhánh tại Zory
- Đại học Công nghệ Silesian - Chi nhánh tại Zory

## Thể thao
- Pogoń 1922 Żory - đội bóng ném nữ đang chơi ở Giải bóng ném nữ Ekstraklasa Ba Lan

## Những nhân vật nổi tiếng xuất thân từ thị trấn
- Otto Stern (1888 - 1969) - nhà vật lý từng đoạt giải Nobel
- Jerzy Makula (sinh năm 1952) - hai lần vô địch thể dục nhịp điệu tàu lượn châu Âu và sáu lần vô địch thể dục nhịp điệu tàu lượn thế giới
- Stanisław Sojka (sinh năm 1959) - nhạc sĩ kiêm ca sĩ nhạc pop
- Ewa Swoboda (sinh năm 1997) - vận động viên chạy nước rút người Ba Lan